# Iwan Rimski-Korsakow
Iwan Nikołajewicz Rimskij-Korsakow (ros. Иван Николаевич Римский-Корсаков, ur. 13 stycznia?/24 stycznia 1754 w Moskwie, zm. 4 lutego?/16 lutego 1831 w Petersburgu) – generał major Armii Imperium Rosyjskiego, fligeladiutant, szambelan i faworyt Katarzyny II, w 1779 roku oddalony od dworu.
W 1778 roku odznaczony Orderem Orła Białego.